# 徐觉非
徐觉非（1904年1月20日—1993年10月14日），曾用名许子威，男，湖北应城人，中华人民共和国政治人物，曾任湖北省政协副主席，湖北省农业科学院顾问。